# Пиноаса (Горж)
Пиноаса (рум. Pinoasa) насеље је у Румунији у округу Горж у општини Калник. Oпштина се налази на надморској висини од 184 m.

## Становништво
Према подацима из 2002. године у насељу је живело 436 становника, од којих су сви румунске националности.